# El Iniciador
El Iniciador fue un periódico uruguayo de la primera mitad del siglo XIX.

## Historia
Fundado el 15 de abril de 1838 por Andrés Lamas con la ayuda de Miguel Cané, tuvo una frecuencia quincenal.
Su nombre significó el propósito de iniciar una corriente nueva en las ideas sociales, políticas y literarias del Río de la Plata. El historiador Alberto Zum Felde considera que entronizó el Romanticismo en Uruguay, en el marco de las luchas por la democracia y contra el autoritarismo.
Varios intelectuales argentinos exiliados del régimen de Juan Manuel de Rosas vivían en esa época en Montevideo, y contribuyeron a enriquecer las páginas de esta publicación: Juan Bautista Alberdi, Juan María Gutiérrez, Florencio Varela, Bartolomé Mitre, Esteban Echeverría, Juan Cruz Varela.
Por su parte, los uruguayos que enriquecieron sus páginas se suelen llamar la "Generación de El Iniciador": 
- Poesía: Melchor Pacheco y Obes, Adolfo Berro, Juan Carlos Gómez, Alejandro Magariños Cervantes, Francisco Xavier de Acha, Ramón de Santiago, Heraclio Fajardo, Eduardo Gordon.
- Literatura dramática: Francisco Xavier de Acha, Pedro P. Bermúdez, Heraclio Fajardo
- Narrativa: Alejandro Magariños Cervantes, Manuel Luciano Acosta
- Crítica, ensayo: Bernardo Berro, Andrés Lamas, Juan Carlos Gómez, Alejandro Magariños Cervantes.

Dejó de publicarse a principios de 1839.

## Fuente
- Alfredo Castellanos, Nomenclatura de Montevideo (enlace roto disponible en Internet Archive; véase el historial, la primera versión y la última)., Montevideo, Intendencia Municipal de Montevideo, 1977.